# Józef Wandzik
Józef Stefan Wandzik (ur. 13 sierpnia 1963 w Tarnowskich Górach) – polski piłkarz grający na pozycji bramkarza, wicemistrz Europy z reprezentacją Polski do lat 18 z 1981 i zdobywca 3. miejsca na młodzieżowych MŚ w 1983, reprezentant Polski.

## Życiorys
Karierę zawodniczą rozpoczynał w klubie Rodło Górniki (Bytom). Następnie reprezentował barwy Ruchu Chorzów. W sezonie 1984/1985 odszedł do Górnika Zabrze, z którym czterokrotnie zdobył mistrzostwo Polski i raz superpuchar Polski. Pierwszym zagranicznym klubem Wandzika był grecki Panathinaikos AO, z którym trzykrotnie świętował zdobycie mistrzostwa i Pucharu Grecji. Następnie występował w Apollonie Smyrnis i Athinaikosie AS. Karierę zakończył w 2001 roku.
W reprezentacji Polski zadebiutował 8 grudnia 1985 w przegranym meczu z Tunezją i przez lata był podstawowym bramkarzem. Ustanowił też rekord: nie puścił gola aż w 25 meczach. Ostatni mecz rozegrał 25 kwietnia 1995 w wygranym w Zabrzu meczu z reprezentacją Izraela. Łącznie w reprezentacji Polski rozegrał 52 mecze, puszczając w nich 53 bramki.
Ma za sobą także debiut filmowy. Wystąpił w roli bramkarza „Czarnych Zabrze” w filmie Janusza Zaorskiego „Piłkarski poker” z 1988 roku.